# Speak Now World Tour
Speak Now World Tour fue la segunda gira de la cantante y compositora estadounidense Taylor Swift en apoyo de su tercer álbum de estudio, Speak Now. El tour visitó Asia, Europa, América del Norte y Oceanía, ocupando el décimo lugar en la lista de Pollstar's "Top 50 Worldwide Tour (Mid-Year)", recaudando más de $40 millones. Al término de 2011, la gira quedó en quinto lugar en la lista de "Billboard's Annual Top 25 Tours", con una recaudación de $123 millones con 89 espectáculos.

## Antecedentes
¡Estoy tan emocionada de volver a salir de gira otra vez! The 'Fearless Tour' fue muy divertido e inolvidable, incluso más de lo que jamás imaginé, y no puedo esperar a volver para lanzar mi música nueva de Speak Now. ¡Los fans han sido tan increíbles y me siento muy contenta de visitar las nuevas ciudades de todo el mundo y conocer aún más de mis fans!"
Taylor Swift

Swift mencionó su emoción por embarcarse en la gira, señalando que iba a ser "grande" y "amplia". El 23 de noviembre de 2010, varios medios de comunicación, incluyendo a Billboard Magazine, anunciaron la segunda gira de Swift. De ello se deduce el éxito cosechado por Fearless Tour, la cual se desempeñó por más de 100 fechas en seis países y marcando además la primera vez de la cantante en presentarse en estadios. Antes de comenzar la gira, Swift ofreció un concierto titulado "The Allure of Taylor Swift"—«El encanto de Taylor Swift» en un crucero el 21 de enero de 2011 en Cozumel, México.

## Actos de apertura
| - Sezairi Sezali (Singapur) - Sam Concepcion (Filipinas) - Saito Johnny (Hong Kong, Japón) - Tom Dice (Bélgica, Países Bajos) - Ryan Sheridan (Irlanda, Irlanda del Norte) - Emma Marrone (Italia) - Martin And James (Alemania, Inglaterra) - The Bright (España) | - Needtobreathe (América del Norte) - Frankie Ballard (América del Norte) (fecha seleccionada) - Danny Gokey (América del Norte) (fecha seleccionada) - Hunter Hayes (América del Norte) (fecha seleccionada) - Josh Kelley (América del Norte) (fecha seleccionada) - Randy Montana (América del Norte) (fecha seleccionada) - James Wesley (América del Norte) (fecha seleccionada) - Charlie Worsham (América del Norte) (fecha seleccionada) - Hot Chelle Rae (Australia) |

## Repertorio
El concierto estuvo compuesto por el siguiente repertorio:
1. «Sparks Fly»
2. «Mine»
3. «The Story of Us»
4. «Our Song»
5. «Mean»
6. «Back to December
7. «Better Than Revenge»
8. «Speak Now»
9. «Fearless
10. «Last Kiss»
11. «You Belong with Me»
12. «Dear John»
13. «Enchanted»
14. «Haunted»
15. «Long Live»
16. «Fifteen»
17. «Love Story»

## Fechas de las gira
| Fecha                    | Ciudad            | País           | Recinto                              | Asistencia                    | Recaudación  |
| ------------------------ | ----------------- | -------------- | ------------------------------------ | ----------------------------- | ------------ |
| Asia                     |                   |                |                                      |                               |              |
| 9 de febrero de 2011     | Singapur          | Singapur       | Singapore Indoor Stadium             | 8,964 / 8,964                 | $916,850     |
| 11 de febrero de 2011    | Seúl              | Corea del Sur  | Olympic Gymnastics Arena             | 4,725 / 4,725                 | $385,374     |
| 13 de febrero de 2011    | Osaka             | Japón          | Osaka-jō Hall                        | 6,953 / 6,953                 | $758,113     |
| 16 de febrero de 2011    | Tokio             | Japón          | Nippon Budokan                       | 15,955 / 15,955               | $1,738,227   |
| 17 de febrero de 2011    | Tokio             | Japón          | Nippon Budokan                       | 15,955 / 15,955               | $1,738,227   |
| 19 de febrero de 2011    | Ciudad Quezón     | Filipinas      | Coliseo Smart Araneta                | 12,667 / 12,667               | $859,037     |
| 21 de febrero de 2011    | Hong Kong         | Hong Kong      | AsiaWorld-Arena                      | 12,573 / 12,573               | $1,030,633   |
| Europa                   |                   |                |                                      |                               |              |
| 6 de marzo de 2011       | Bruselas          | Bélgica        | Forest National                      | 4,622 / 4,622                 | $219,212     |
| 7 de marzo de 2011       | Róterdam          | Países Bajos   | Rótterdam Ahoy                       | 4,799 / 4,799                 | $248,314     |
| 9 de marzo de 2011       | Oslo              | Noruega        | Oslo Spektrum                        | 8,650 / 8,650                 | $815,246     |
| 12 de marzo de 2011      | Oberhausen        | Alemania       | König Pilsener Arena                 | 6,082 / 6,082                 | $370,028     |
| 15 de marzo de 2011      | Milán             | Italia         | Mediolanum Forum                     | 3,421 / 5,585                 | $153,303     |
| 17 de marzo de 2011      | París             | Francia        | Zénith de París                      | 3,598 / 8,500                 | $201,781     |
| 19 de marzo de 2011      | Madrid            | España         | Palacio de los Deportes              | 3,962 / 3,962                 | $251,864     |
| 22 de marzo de 2011      | Birmingham        | Reino Unido    | LG Arena                             | 9,339 / 9,339                 | $508,854     |
| 25 de marzo de 2011      | Belfast           | Reino Unido    | Odyssey Arena                        | 8,058 / 8,058                 | $379,001     |
| 27 de marzo de 2011      | Dublín            | Irlanda        | The O2                               | 8,681 / 8,681                 | $419,806     |
| 29 de marzo de 2011      | Mánchester        | Reino Unido    | Manchester Evening News Arena        | 10,488 / 11,622               | $580,558     |
| 30 de marzo de 2011      | Londres           | Reino Unido    | The O2 Arena                         | 15,265 / 15,681               | $891,152     |
| Norteamérica             |                   |                |                                      |                               |              |
| 27 de mayo de 2011       | Omaha             | Estados Unidos | Qwest Center Omaha                   | 26,992 / 26,992               | $1,717,104   |
| 28 de mayo de 2011       | Omaha             | Estados Unidos | Qwest Center Omaha                   | 26,992 / 26,992               | $1,717,104   |
| 29 de mayo de 2011       | Des Moines        | Estados Unidos | Wells Fargo Arena                    | 13,149 / 13,149               | $862,771     |
| 2 de junio de 2011       | Sunrise           | Estados Unidos | BankAtlantic Center                  | 24,077 / 24,077               | $1,582,951   |
| 3 de junio de 2011       | Sunrise           | Estados Unidos | BankAtlantic Center                  | 24,077 / 24,077               | $1,582,951   |
| 4 de junio de 2011       | Orlando           | Estados Unidos | Amway Center                         | 12,262 / 12,262               | $791,980     |
| 7 de junio de 2011       | Columbus          | Estados Unidos | Nationwide Arena                     | 14,817 / 14,817               | $955,259     |
| 8 de junio de 2011       | Milwaukee         | Estados Unidos | Bradley Center                       | 13,748 / 13,748               | $897,042     |
| 11 de junio de 2011      | Detroit           | Estados Unidos | Ford Field                           | 47,992 / 47,992               | $3,453,549   |
| 14 de junio de 2011      | Saint Paul        | Estados Unidos | Xcel Energy Center                   | 28,977 / 28,977               | $1,913,737   |
| 15 de junio de 2011      | Saint Paul        | Estados Unidos | Xcel Energy Center                   | 28,977 / 28,977               | $1,913,737   |
| 18 de junio de 2011      | Pittsburgh        | Estados Unidos | Heinz Field                          | 52,009 / 52,009               | $4,009,118   |
| 21 de junio de 2011      | Buffalo           | Estados Unidos | First Niagara Arena                  | 14,487 / 14,487               | $966,749     |
| 22 de junio de 2011      | Hartford          | Estados Unidos | XL Center                            | 12,436 / 12,436               | $810,165     |
| 25 de junio de 2011      | Foxborough        | Estados Unidos | Gillette Stadium                     | 110,800 / 110,800             | $8,026,350   |
| 26 de junio de 2011      | Foxborough        | Estados Unidos | Gillette Stadium                     | 110,800 / 110,800             | $8,026,350   |
| 30 de junio de 2011      | Greensboro        | Estados Unidos | Greensboro Coliseum                  | 14,789 / 14,789               | $990,701     |
| 1 de julio de 2011       | Knoxville         | Estados Unidos | Thompson–Boling Arena                | 13,754 / 13,754               | $903,875     |
| 14 de julio de 2011      | Montreal          | Canadá         | Bell Centre                          | 13,439 / 13,439               | $1,254,230   |
| 15 de julio de 2011      | Toronto           | Canadá         | Air Canada Centre                    | 30,144 / 30,144               | $3,036,000   |
| 16 de julio de 2011      | Toronto           | Canadá         | Air Canada Centre                    | 30,144 / 30,144               | $3,036,000   |
| 19 de julio de 2011      | Newark            | Estados Unidos | Prudential Center                    | 51,487 / 51,487               | $3,875,463   |
| 20 de julio de 2011      | Newark            | Estados Unidos | Prudential Center                    | 51,487 / 51,487               | $3,875,463   |
| 23 de julio de 2011      | Newark            | Estados Unidos | Prudential Center                    | 51,487 / 51,487               | $3,875,463   |
| 24 de julio de 2011      | Newark            | Estados Unidos | Prudential Center                    | 51,487 / 51,487               | $3,875,463   |
| 28 de julio de 2011      | Grand Rapids      | Estados Unidos | Van Andel Arena                      | 11,012 / 11,012               | $724,854     |
| 29 de julio de 2011      | Indianápolis      | Estados Unidos | Conseco Fieldhouse                   | 13,329 / 13,329               | $877,175     |
| 30 de julio de 2011      | Cleveland         | Estados Unidos | Quicken Loans Arena                  | 14,873 / 14,873               | $976,954     |
| 2 de agosto de 2011      | Washington D. C.  | Estados Unidos | Verizon Center                       | 29,303 / 29,303               | $2,068,789   |
| 3 de agosto de 2011      | Washington D. C.  | Estados Unidos | Verizon Center                       | 29,303 / 29,303               | $2,068,789   |
| 6 de agosto de 2011      | Filadelfia        | Estados Unidos | Lincoln Financial Field              | 51,395 / 51,395               | $4,268,678   |
| 9 de agosto de 2011      | Rosemont          | Estados Unidos | Allstate Arena                       | 26,112 / 26,112               | $1,909,603   |
| 10 de agosto de 2011     | Rosemont          | Estados Unidos | Allstate Arena                       | 26,112 / 26,112               | $1,909,603   |
| 13 de agosto de 2011     | St. Louis         | Estados Unidos | Scottrade Center                     | 27,965 / 27,965               | $1,850,159   |
| 14 de agosto de 2011     | St. Louis         | Estados Unidos | Scottrade Center                     | 27,965 / 27,965               | $1,850,159   |
| 18 de agosto de 2011     | Edmonton          | Canadá         | Rexall Place                         | 25,336 / 25,336               | $2,136,270   |
| 19 de agosto de 2011     | Edmonton          | Canadá         | Rexall Place                         | 25,336 / 25,336               | $2,136,270   |
| 23 de agosto de 2011     | Los Ángeles       | Estados Unidos | Staples Center                       | 54,900 / 54,900               | $3,927,154   |
| 24 de agosto de 2011     | Los Ángeles       | Estados Unidos | Staples Center                       | 54,900 / 54,900               | $3,927,154   |
| 27 de agosto de 2011     | Los Ángeles       | Estados Unidos | Staples Center                       | 54,900 / 54,900               | $3,927,154   |
| 28 de agosto de 2011     | Los Ángeles       | Estados Unidos | Staples Center                       | 54,900 / 54,900               | $3,927,154   |
| 1 de septiembre de 2011  | San José          | Estados Unidos | HP Pavilion                          | 24,827 / 24,827               | $1,825,448   |
| 2 de septiembre de 2011  | San José          | Estados Unidos | HP Pavilion                          | 24,827 / 24,827               | $1,825,448   |
| 3 de septiembre de 2011  | Sacramento        | Estados Unidos | Power Balance Pavilion               | 12,432 / 12,432               | $934,326     |
| 6 de septiembre de 2011  | Portland          | Estados Unidos | Rose Garden                          | 13,610 / 13,610               | $903,445     |
| 7 de septiembre de 2011  | Tacoma            | Estados Unidos | Tacoma Dome                          | 19,904 / 19,904               | $1,289,430   |
| 10 de septiembre de 2011 | Vancouver         | Canadá         | Rogers Arena                         | 26,030 / 26,030               | $2,190,680   |
| 11 de septiembre de 2011 | Vancouver         | Canadá         | Rogers Arena                         | 26,030 / 26,030               | $2,190,680   |
| 16 de septiembre de 2011 | Nashville         | Estados Unidos | Bridgestone Arena                    | 28,178 / 28,178               | $1,841,134   |
| 17 de septiembre de 2011 | Nashville         | Estados Unidos | Bridgestone Arena                    | 28,178 / 28,178               | $1,841,134   |
| 20 de septiembre de 2011 | Bossier City      | Estados Unidos | CenturyTel Center                    | 11,510 / 11,510               | $728,546     |
| 21 de septiembre de 2011 | Tulsa             | Estados Unidos | BOK Center                           | 12,546 / 12,546               | $907,573     |
| 24 de septiembre de 2011 | Kansas City       | Estados Unidos | Arrowhead Stadium                    | 48,562 / 48,562               | $3,148,046   |
| 27 de septiembre de 2011 | Denver            | Estados Unidos | Pepsi Center                         | 12,908 / 12,908               | $834,916     |
| 28 de septiembre de 2011 | Salt Lake City    | Estados Unidos | EnergySolutions Arena                | 13,720 / 13,720               | $896,946     |
| 1 de octubre de 2011     | Atlanta           | Estados Unidos | Philips Arena                        | 26,244 / 26,244               | $1,726,661   |
| 2 de octubre de 2011     | Atlanta           | Estados Unidos | Philips Arena                        | 26,244 / 26,244               | $1,726,661   |
| 4 de octubre de 2011     | North Little Rock | Estados Unidos | Verizon Arena                        | 13,566 / 13,566               | $856,123     |
| 5 de octubre de 2011     | Nueva Orleáns     | Estados Unidos | New Orleans Arena                    | 12,943 / 12,943               | $830,289     |
| 8 de octubre de 2011     | Arlington         | Estados Unidos | Cowboys Stadium                      | 55,451 / 55,451               | $4,337,062   |
| 11 de octubre de 2011    | Louisville        | Estados Unidos | KFC Yum! Center                      | 14,848 / 14,848               | $1,003,828   |
| 14 de octubre de 2011    | Lubbock           | Estados Unidos | United Spirit Arena                  | 10,419 / 10,419               | $710,426     |
| 15 de octubre de 2011    | Oklahoma City     | Estados Unidos | Chesapeake Energy Arena              | 11,592 / 11,592               | $758,364     |
| 20 de octubre de 2011    | San Diego         | Estados Unidos | Valley View Casino Center            | 10,834 / 10,834               | $792,634     |
| 21 de octubre de 2011    | Glendale          | Estados Unidos | Jobing.com Arena                     | 27,029 / 27,029               | $1,826,025   |
| 22 de octubre de 2011    | Glendale          | Estados Unidos | Jobing.com Arena                     | 27,029 / 27,029               | $1,826,025   |
| 25 de octubre de 2011    | San Antonio       | Estados Unidos | AT&T Center                          | 13,851 / 13,851               | $901,535     |
| 26 de octubre de 2011    | Austin            | Estados Unidos | Frank Erwin Center                   | 11,999 / 11,999               | $752,078     |
| 29 de octubre de 2011    | Lexington         | Estados Unidos | Rupp Arena                           | 16,237 / 16,237               | $1,041,935   |
| 30 de octubre de 2011    | Memphis           | Estados Unidos | FedExForum                           | 12,604 / 12,604               | $820,036     |
| 5 de noviembre de 2011   | Houston           | Estados Unidos | Minute Maid Park                     | 42,095 / 42,095               | $3,435,756   |
| 11 de noviembre de 2011  | Jacksonville      | Estados Unidos | Jacksonville Veterans Memorial Arena | 11,785 / 11,785               | $749,099     |
| 12 de noviembre de 2011  | Tampa             | Estados Unidos | St. Pete Times Forum                 | 13,695 / 13,695               | $914,300     |
| 13 de noviembre de 2011  | Miami             | Estados Unidos | American Airlines Arena              | 12,153 / 12,153               | $786,904     |
| 16 de noviembre de 2011  | Charlotte         | Estados Unidos | Time Warner Cable Arena              | 14,272 / 14,272               | $920,903     |
| 17 de noviembre de 2011  | Raleigh           | Estados Unidos | RBC Center                           | 13,567 / 13,567               | $866,056     |
| 18 de noviembre de 2011  | Columbia          | Estados Unidos | Colonial Life Arena                  | 12,807 / 12,807               | $828,231     |
| 21 de noviembre de 2011  | Nueva York        | Estados Unidos | Madison Square Garden                | 26,652 / 26,652               | $1,988,411   |
| 22 de noviembre de 2011  | Nueva York        | Estados Unidos | Madison Square Garden                | 26,652 / 26,652               | $1,988,411   |
| Oceanía                  |                   |                |                                      |                               |              |
| 2 de marzo de 2012       | Perth             | Australia      | Burswood Dome                        | 15,142 / 15,142               | $1,878,530   |
| 4 de marzo de 2012       | Adelaida          | Australia      | Adelaide Entertainment Centre        | 8,589 / 8,589                 | $1,075,370   |
| 6 de marzo de 2012       | Brisbane          | Australia      | Brisbane Entertainment Centre        | 19,870 / 19,870               | $2,416,030   |
| 7 de marzo de 2012       | Brisbane          | Australia      | Brisbane Entertainment Centre        | 19,870 / 19,870               | $2,416,030   |
| 9 de marzo de 2012       | Sídney            | Australia      | Allphones Arena                      | 27,900 / 27,900               | $3,420,360   |
| 10 de marzo de 2012      | Sídney            | Australia      | Allphones Arena                      | 27,900 / 27,900               | $3,420,360   |
| 12 de marzo de 2012      | Melbourne         | Australia      | Rod Laver Arena                      | 33,793 / 33,793               | $4,151,650   |
| 13 de marzo de 2012      | Melbourne         | Australia      | Rod Laver Arena                      | 33,793 / 33,793               | $4,151,650   |
| 14 de marzo de 2012      | Melbourne         | Australia      | Rod Laver Arena                      | 33,793 / 33,793               | $4,151,650   |
| 16 de marzo de 2012      | Auckland          | Nueva Zelanda  | Vector Arena                         | 32,585 / 32,585               | $2,888,560   |
| 17 de marzo de 2012      | Auckland          | Nueva Zelanda  | Vector Arena                         | 32,585 / 32,585               | $2,888,560   |
| 18 de marzo de 2012      | Auckland          | Nueva Zelanda  | Vector Arena                         | 32,585 / 32,585               | $2,888,560   |
| Total                    | Total             | Total          | Total                                | 1,639,137 / 1,649,435 (99.2%) | $123,678,576 |